# Rodrigo Maroni
Rodrigo Marini Maroni (Porto Alegre, 21 de julho de 1981) é um político brasileiro filiado no Partido da Social Democracia Brasileira (PSDB). Foi vereador de Porto Alegre entre 2015 e 2018 e deputado estadual do Rio Grande do Sul. Sua principal bandeira é a defesa dos direitos dos animais.

## Carreira política
Sua primeira filiação partidária foi feita em 1998, quando filiou-se ao Partido dos Trabalhadores (PT), onde permaneceu até 2005.
Rodrigo Maroni concorreu a vereador em Porto Alegre pela primeira vez em 2012, pelo Partido Comunista do Brasil (PCdoB), obtendo 2.861 votos. Assumiu o seu primeiro cargo em eletivo em janeiro de 2015, quando tornou-se vereador de Porto Alegre pelo PCdoB, após João Derly ser eleito deputado federal e deixar sua cadeira vaga na Câmara Municipal.
Em março de 2016, o vereador trocou o PCdoB pelo Partido da República (PR), para concorrer à prefeitura de Porto Alegre. Entretanto, em julho, após o deputado federal Giovani Cherini assumir a presidência estadual do partido, Maroni foi destituído do diretório municipal e obrigado a abandonar a candidatura à prefeitura. Em reação, o então vereador classificou as ações de Cherini como "uma política coronelista e autoritária". Com o impedimento para concorrer a prefeito, Maroni lançou-se ao cargo de vereador nas eleições de 2016, sendo o quarto candidato mais votado, com 11.770 votos.
Em maio de 2017, o parlamentar lançou sua pré-candidatura a presidente da República, dizendo em nota que “os animais podem ter seu primeiro candidato a presidente da República”. O movimento, porém, não foi adiante. Em setembro do mesmo ano, Maroni trocou novamente de partido para se filiar ao Podemos (PODE). Nas eleições de 2018, foi candidato a deputado estadual pelo partido e eleito com 26.449 votos.
Em setembro de 2019, o deputado foi eleito presidente do Podemos no Rio Grande do Sul. No final de novembro de 2019, Maroni lançou-se pré-candidato a prefeito de Porto Alegre pelo partido. Contudo, em março do ano seguinte, uma intervenção do presidente nacional do Podemos, Álvaro Dias, e do senador Lasier Martins destituiu Maroni do cargo de presidente da sigla no estado. Com isso, o deputado deixou o partido para se filiar ao Partido Republicano da Ordem Social (PROS), mantendo a pré-candidatura à prefeitura.
Em 2021, com a filiação de José Fortunati ao Partido Republicano da Ordem Social (PROS), Rodrigo Maroni decidiu desfiliar e ir para o Partido da Mulher Brasileira (PMB), tempos depois assinou a ficha de filiação no Partido Trabalhista Brasileiro (PTB), porém segundo sua assessoria, os documentos não chegaram a ser encaminhados à Justiça Eleitoral. Desistiu da filiação após 2 dias, anunciando a permanência no PMB. Em agosto do mesmo ano, filiou-se ao Partido Verde (PV). Como resultado, vários integrantes do partido, incluindo o candidato a prefeito de Porto Alegre em 2020, Montserrat Martins, deixaram o partido. Apenas três meses depois, o parlamentar foi para a quarta legenda em 2021, o Partido Social Cristão (PSC).

### Projetos inconstitucionais
Maroni ganhou notoriedade nacional quando, em 2016, apresentou um projeto de lei propondo prisão perpétua (pena inexistente no Brasil) a quem cometer crueldade contra animais. O parlamentar também apresentou projetos propondo que assassinos e estupradores de animais usem coleiras eletrônicas e que humanos que cometam violência sexual contra animais sejam castrados quimicamente, projetos que também seriam inconstitucionais. Conforme o então vereador, ele se referia a quem torturava animais.
Em novembro de 2019, Maroni protocolou um projeto de lei na Assembleia Legislativa para legalizar o cultivo, a venda e o consumo de maconha no Rio Grande do Sul, tendo Uruguai, Países Baixos e alguns estados dos Estados Unidos como exemplo, para que o dinheiro gerado fosse usado para financiar políticas públicas. Contudo, essa matéria só pode ser regulada por lei federal. Posteriormente, o deputado afirmou que seu objetivo era trazer o debate à tona, uma vez que a guerra às drogas tem fracassado no Brasil.

## Vida pessoal
Foi namorado da política gaúcha Manuela d'Ávila. Rodrigo Maroni é casado com a defensora pública Isabel Wexel desde julho de 2019.